# Catopsis compacta
Catopsis compacta är en gräsväxtart som beskrevs av Carl Christian Mez. Catopsis compacta ingår i släktet Catopsis och familjen Bromeliaceae. Inga underarter finns listade i Catalogue of Life.